# Clan Puccinelli
Il clan Puccinelli è un sodalizio camorristico, operante nel territorio del Rione Traiano nella città di Napoli.

## Storia
Il clan è stato fondato da Salvatore Puccinelli, detto Straccetta, negli anni ottanta. Straccetta ha incominciato la sua carriera criminale come gregario di Umberto Ammaturo, allora potente narcotrafficante. Dopo anni al soldo di Ammaturo, Puccinelli decide di creare il suo clan nel Rione Traiano; all'inizio i Puccinelli e i Perrella, allora gregari di Straccetta, lavorano insieme e per 10 anni gestiscono lo spaccio di droga nella zona Flegrea, che fa entrare nelle casse del clan miliardi di lire. Nel novembre 1990 il clan saccheggia l'appartamento del console del Belgio, nella via Carducci, prendendo pietre preziose e una collezione di dipinti del 1700 valutata un miliardo di lire. La rapina ha portato a un litigio tra i Puccinelli e i Perrella per la spartizione, quindi i Perrella decidono di fare la scissione del clan, facendo scoppiare la guerra e il bagno di sangue, uccidendo cinque persone in meno di un anno.
Le forze dell'ordine agiscono fortemente contro i due clan rivali, arrestando membri importanti di entrambe le organizzazioni e nel marzo del 1992 viene arrestato Salvatore Puccinelli. Le redini del sodalizio passano nelle mani dei fratelli Carmine e Ciro Puccinelli, che guidano l'organizzazione verso un altro momento d'oro.
Negli anni 1990 si alleano con il clan Mazzarella, ottenendo il monopolio del traffico di droga nella zona ovest della città; in quegli anni viene creata la Nuova Mafia Flegrea, potente alleanza con altre organizzazioni e con i Puccinelli ai vertici. In questo periodo i Puccinelli erano in guerra contro il clan Lago e contro il clan Grimaldi, che provoca sgomento per la ferocia della faida, portando ancora una volta le forze dell'ordine ad agire con forza contro i clan coinvolti, così i fratelli Puccinelli incominciano a perdere potere, ma rimangono influenti e restano leader nell’import-export di stupefacenti. I più grandi colpi dei Carabinieri contro il clan arrivarono tra gli anni 2003 e 2007, arrestando quasi 50 affiliati, indebolendo notevolmente l'organizzazione.

### Traffico di droga
Sin dall'inizio, la grande forza dell'organizzazione è stata il traffico di droga: secondo gli inquirenti, i Puccinelli controllavano persino 20 piazze di spaccio nel Rione Traiano, incassando 360 milioni di euro l'anno. Ancora secondo gli inquirenti, la gestione delle piazze di spaccio era affidata al diretto controllo dei Puccinelli e rimanevano attive 24 ore su 24. Le droghe più vendute nelle piazze erano cocaina, hashish e marijuana. Però il 31 gennaio 2017 sono state arrestate 86 persone ritenute responsabili di associazione finalizzata al traffico di spaccio al dettaglio di sostanze stupefacenti, aggravata dal metodo mafioso, azzerando le piazze del clan. Nell'ottobre 2019 è stato fatto un altro blitz contro le piazze di spaccio del clan.

### Fatti recenti
Salvatore Puccinelli è stato condannato a 40 anni di carcere e sta scontando i domiciliari per problemi di salute. Secondo gli investigatori i giorni in cui Straccetta era a capo di quello che era il potente clan Puccinelli sono ormai lontani. Puccinelli è stato assolto nel novembre 2019 dalle accuse di aver creato un nuovo gruppo criminale in Abruzzo. Secondo la relazione semestrale della DDA il clan Puccinelli rimane il più potente e mantiene la sua egemonia su quasi tutto il Rione Traiano, tranne nella parte bassa controllata dai Cutolo e tranne nella cosiddetta “99” controllata invece dal clan Soraniello con a capo Alfredo Soraniello alias “o’ Biondo”

## Persone legate al clan
- Salvatore Puccinelli, detto Straccetta.[2]
- Francesco Petrone, detto ‘o Nano. Figlio di Salvatore Puccinelli.[9]
- Ciro Puccinelli. Figlio di Salvatore Puccinelli.[10]
- Ciro Puccinelli, detto “Pocchi Pocchi”. Fratello di Salvatore Puccinelli.[11]
- Salvatore Maggio, ex killer del clan Mazzarella e poi passato nella fila dei Puccinelli. Maggio è stato arrestato nel 2016 ed è attualmente collaboratore di giustizia.[12]
- Davide Leone, guidò il clan per un periodo di tempo, dopodiché fu arrestato ed è divenuto collaboratore di giustizia.[13]
- Emilio Quindici, prima fedelissimo del clan Di Biasi dei Quartieri Spagnoli e dopodiché passo’ con i Puccinelli, fu membro del clan fino al 2015, cioè l’anno del suo arresto, e nel 2016 iniziò a collaborare con la giustizia, grazie alle sue dichiarazioni nel gennaio del 2017 ci fu un maxi-blitz in cui furono arrestati più di 88 affiliati del clan.[14]
- Salvatore Petrone, detto “o’ Nano Piccirillo” figlio di Francesco Petrone.[15]
- Francesco Festinese, detto”o’ Pollastro”[16]